# Juste d'Egmont
Juste d'Egmont (Justus van Egmont en néerlandais) né à Leyde le 22 septembre 1601 et mort à Anvers le 8 janvier 1674 est un peintre flamand.

## Biographie

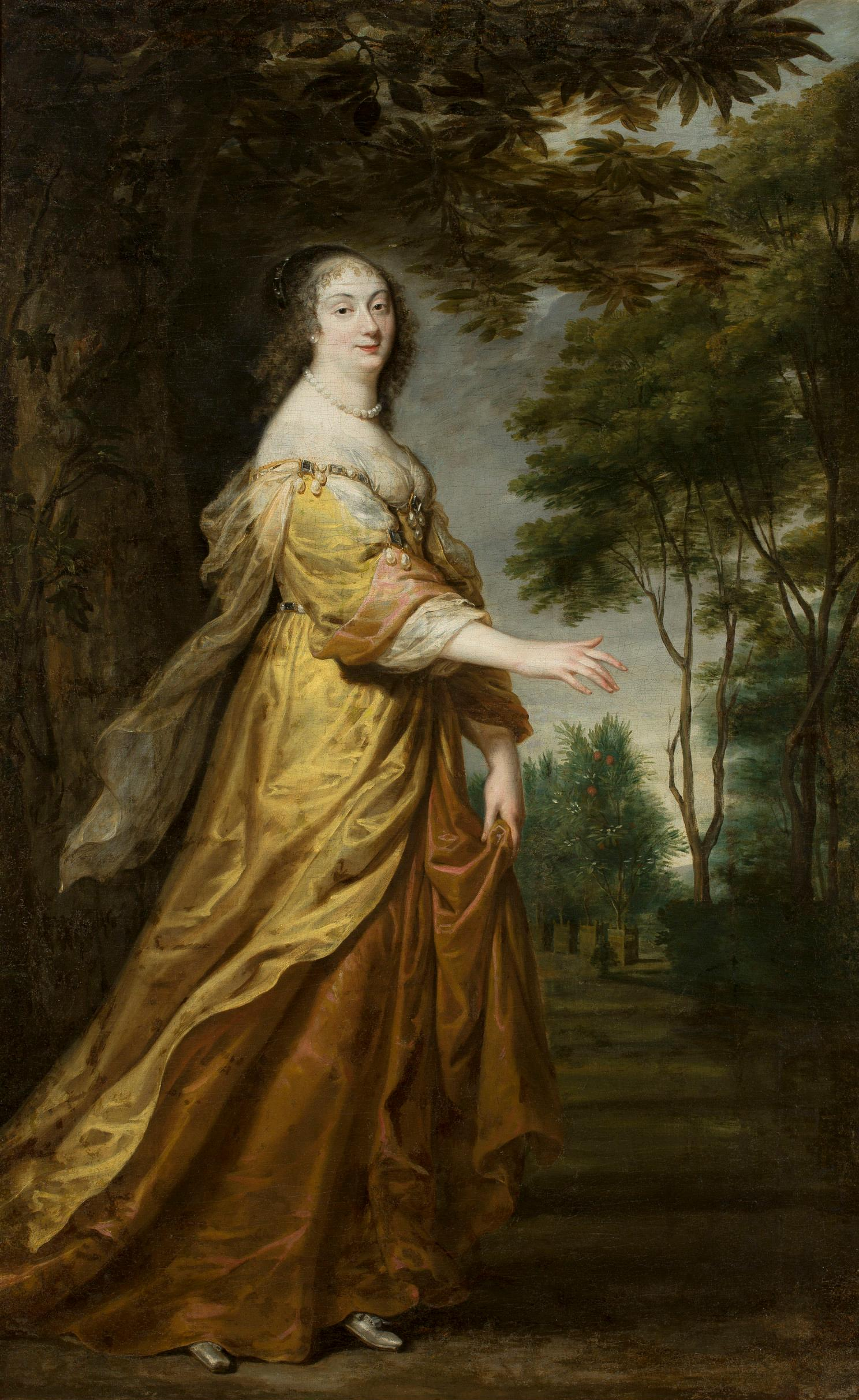
Portrait de Marie Louise Gonzague de Nevers (1645), musée national de Varsovie.

Né dans les Provinces-Unies, Juste d'Egmont suit sa mère à la mort de son père et part s'installer à Anvers. Il devient l'élève de Gaspard van den Hoecke (en) et entame en 1618 un voyage en Italie. À son retour en 1620, il entre à l'atelier de Pierre Paul Rubens pour qui il réalise une Cène pour la cathédrale Saint-Rombaut de Malines et collabore au cycle de la Vie de Marie de Médicis pour le palais du Luxembourg à Paris. En 1628, il devient maître de la guilde de Saint-Luc de la ville. 
Rubens quittant Anvers pour l'Espagne, il choisit de poursuivre sa carrière en France. Il collabore à des peintures décoratives dans l'atelier de Simon Vouet à Paris et réalise de nombreux cartons pour des tapisseries. Il devient peintre des princes de Condé puis des Orléans pour lesquels il réalise les décorations du château de Balleroy. Il devient enfin peintre officiel de Louis XIII puis de Louis XIV. Il se spécialise alors dans le portrait de grands du royaume. En 1648, il participe à la fondation de l'Académie royale de peinture et de sculpture, avec douze autres peintres parmi lesquels Philippe de Champaigne, Sébastien Bourdon ou encore Charles Le Brun. 
En 1649, il semble retourner aux Pays-Bas espagnols et est présent à Bruxelles où il réalise alors un très grand nombre de cartons pour les tapisseries de la ville, puis à Anvers en 1653.

## Œuvres
États-Unis

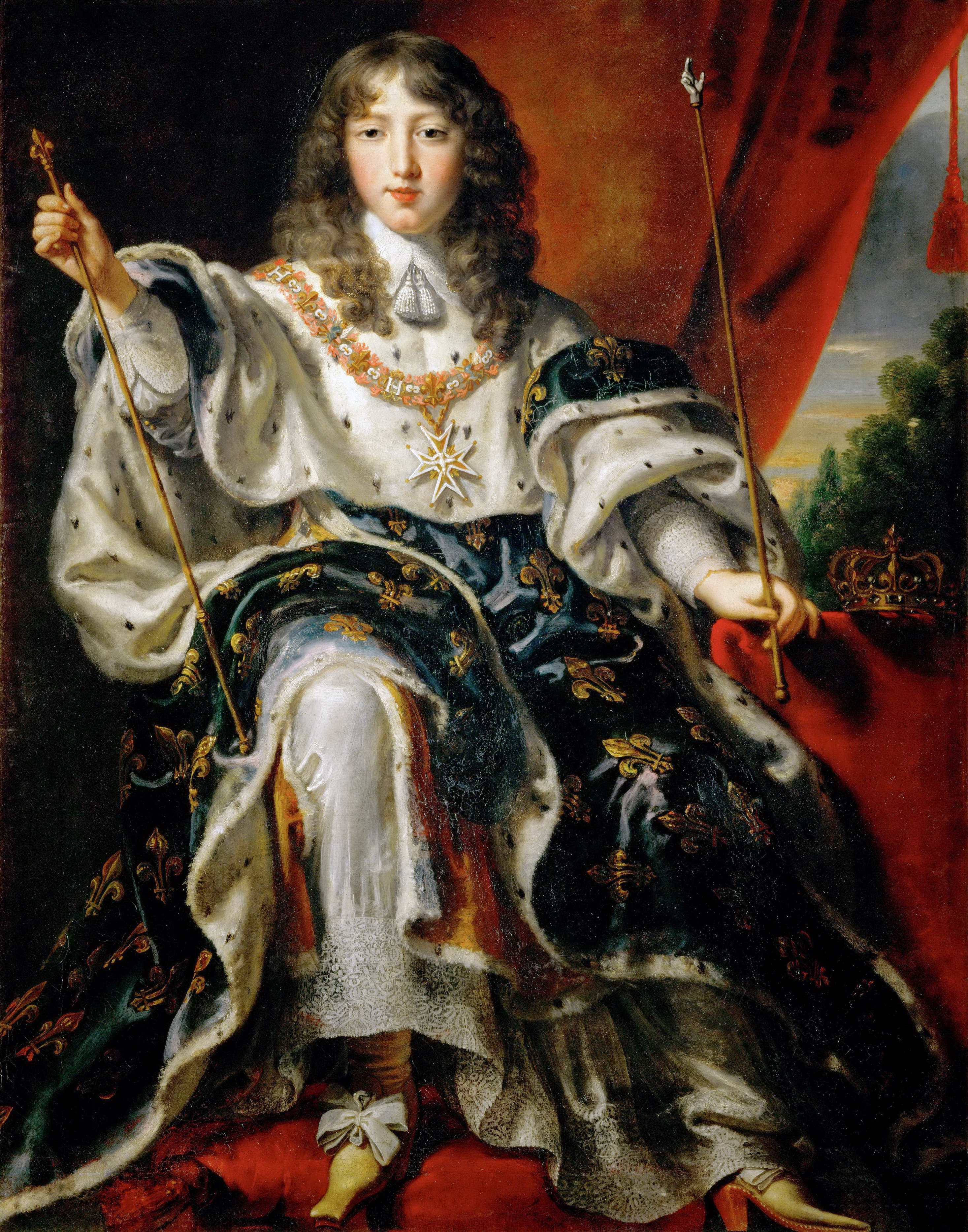
Louix XIV (vers 1651-1654), musée d'Histoire de l'art de Vienne.

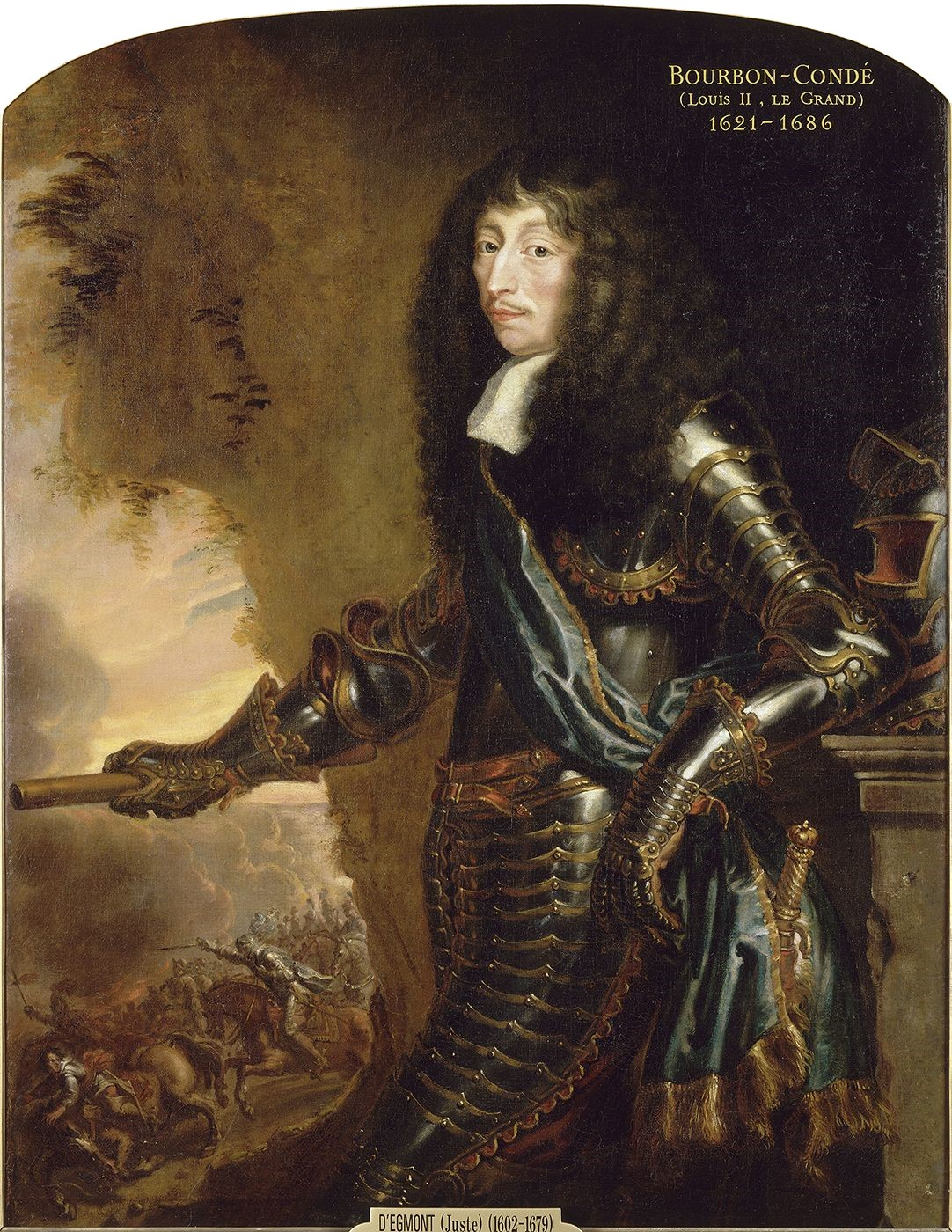
Portrait du Grand Condé (entre 1654 et 1658), Chantilly, musée Condé.

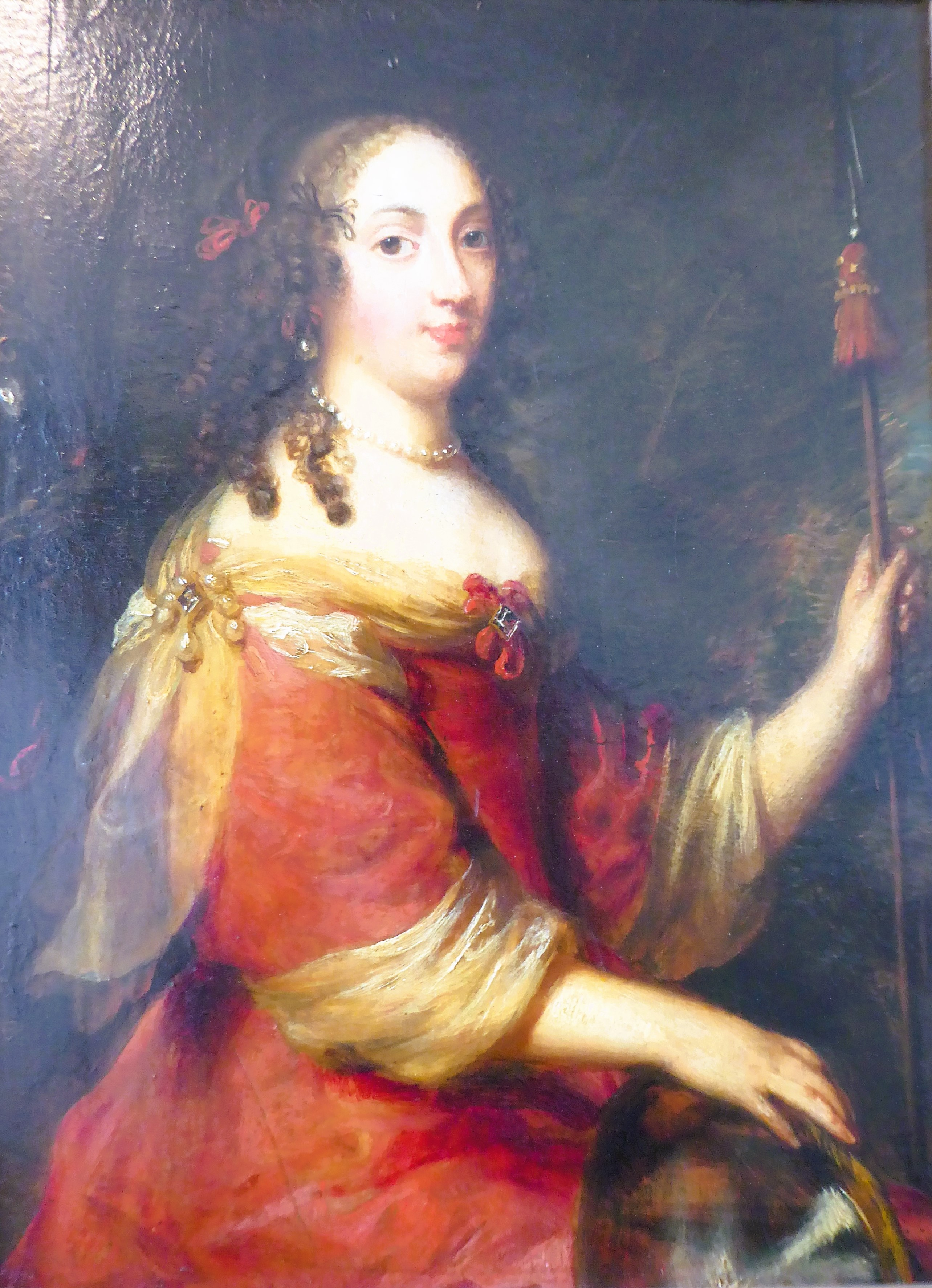
Madame de Normanville (1658), musée des Beaux-Arts de Chartres.

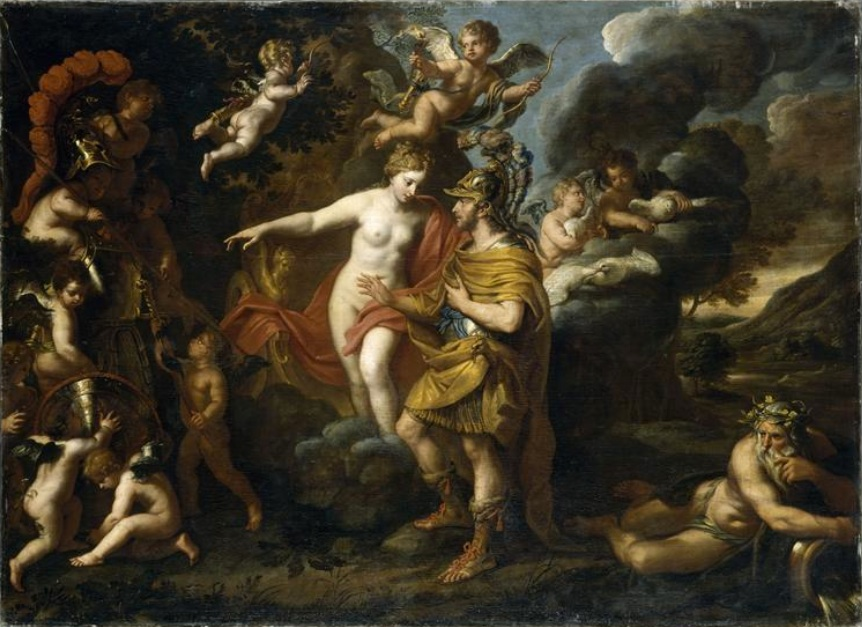
Vénus remet des armes à Énée, Paris, musée du Louvre.

- Chicago, Art Institute of Chicago : cycle de six tapisseries sur l'histoire de César et Cléopâtre, tapisseries de Bruxelles, 1680[1].
- New York, Metropolitan Museum of Art : cycle de cinq tapisseries sur l'histoire d'Antoine et Cléopâtre, 1650, tapisseries de Bruxelles[2].

France
- Chantilly, musée Condé :
  - Portrait de Françoise Angélique de la Mothe Houdancourt, duchesse d'Aumont, entre 1669 et 1679 ;
  - Portrait du Grand Condé, quatre versions.
- Chartres, musée des Beaux-arts : Madame de Normanville, huile sur bois, 1658, don de Justin Courtois, 1888 (inv. 5654).
- Dijon, musée des Beaux-Arts de Dijon : Portrait du Grand Condé.
- Évreux, musée d'Évreux : Portrait de Nicolas Poussin, vers 1640, pierre noire avec rehauts de blanc sur papier brun, 26 × 20 cm.[réf. nécessaire]
- Nantes, musée d'Arts :
  - Suger est fait abbé de saint Denis ;
  - Suger fait rebâtir l'abbaye de saint Denis ;
  - Le Roi Louis VII jeune, pleure la mort de Suger ;
  - Le Siège de Saint-Omer par Gaucher de Châtillon ;
  - Le Gouverneur de Châteauneuf-de-Randon vient rendre les clés de la place à Duguesclin mourant.
- Orléans, musée des Beaux-Arts: Dunois secourant la ville d’Orléans avec l’aide de Jeanne d’Arc, 1635-1645, huile sur bois, 57 x 52 cm[3]
- Paris :
  - musée de l'Armée : Portrait du Grand Condé devant le champ de bataille de Rocroi, 1643.
  - musée du Louvre :
    - Louis XIII et Anne d'Autriche offrant le royaume à la Vierge lors de la Nativité ;
    - Vénus remet des armes à Énée[4].

- Rennes, musée des Beaux-Arts : Charles V remettant l'épée de connétable à Bertrand du Guesclin, vers 1632-1635.

- Rouen, musée des Beaux-Arts : Portrait équestre de Louis XIII (attribution), vers 1630.

- Versailles, château de Versailles :
  - Portrait de Louis XIII ;
  - Portrait du Grand Condé.

Italie
- Rome, Galerie nationale d'Art ancien : Portrait de la reine Christine de Suède en Diane chasseresse, vers 1650[5].

Pologne
- Varsovie, musée national de Varsovie : Portrait de Marie Louise Gonzague, 1643 (réplique d'atelier au château de Versailles).

Royaume-Uni
- Londres, National Portrait Gallery : Portrait du prince de Galles, futur Charles II d'Angleterre, vers 1630.